# Colmberg
Colmberg (fränkisch: Kolmbärch) ist ein Markt im mittelfränkischen Landkreis Ansbach in Bayern und zählt zur Metropolregion Nürnberg.

## Geografie

### Geografische Lage
Die Gemeinde liegt im Naturpark Frankenhöhe an der Oberen Altmühl. Nachbargemeinden sind (im Norden beginnend im Uhrzeigersinn): Marktbergel, Oberdachstetten, Lehrberg, Leutershausen, Geslau und Windelsbach.

### Gemeindegliederung
Es gibt zwölf Gemeindeteile (in Klammern ist der Siedlungstyp angegeben):
- Auerbach (Pfarrdorf)
- Bieg (Dorf)
- Binzwangen (Pfarrdorf)
- Colmberg (Hauptort)
- Häslabronn (Weiler mit Kirche)
- Kurzendorf (Weiler)
- Meuchlein (Dorf)
- Oberfelden (Dorf)
- Oberhegenau (Weiler)
- Poppenbach (Dorf)
- Unterfelden (Dorf)
- Unterhegenau (Weiler)

Die Burg Colmberg wurde letztmals für das Jahr 1925 in den Amtlichen Ortsverzeichnissen für Bayern als Gemeindeteil aufgeführt, der Fohlenhof für das Jahr 1885.

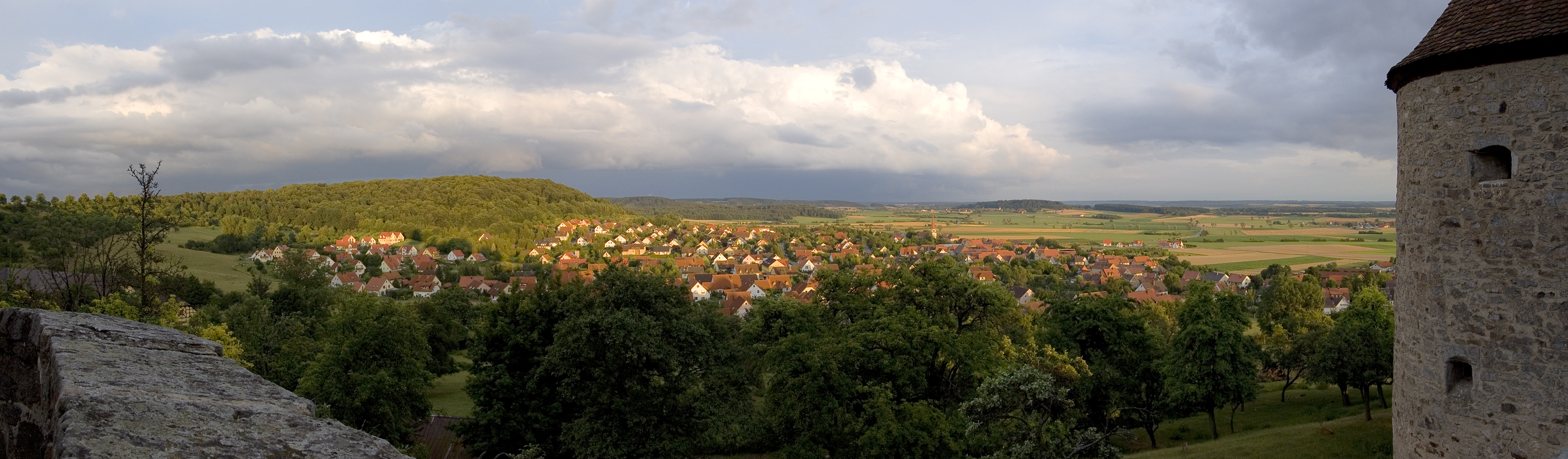
Blick auf Colmberg von der Burgmauer aus

Es gibt auf dem Gemeindegebiet die Gemarkungen Auerbach, Binzwangen, Colmberg, Frommetsfelden (Gemarkungsteil 0), Oberfelden und Poppenbach. Die Gemarkung Colmberg hat eine Fläche von 11,531 km². Sie ist in 1382 Flurstücke aufgeteilt, die eine durchschnittliche Fläche von 8343,61 m² haben. In ihr liegen neben dem namensgebenden Ort die Gemeindeteile Häslabronn und Kurzendorf.

## Geschichte

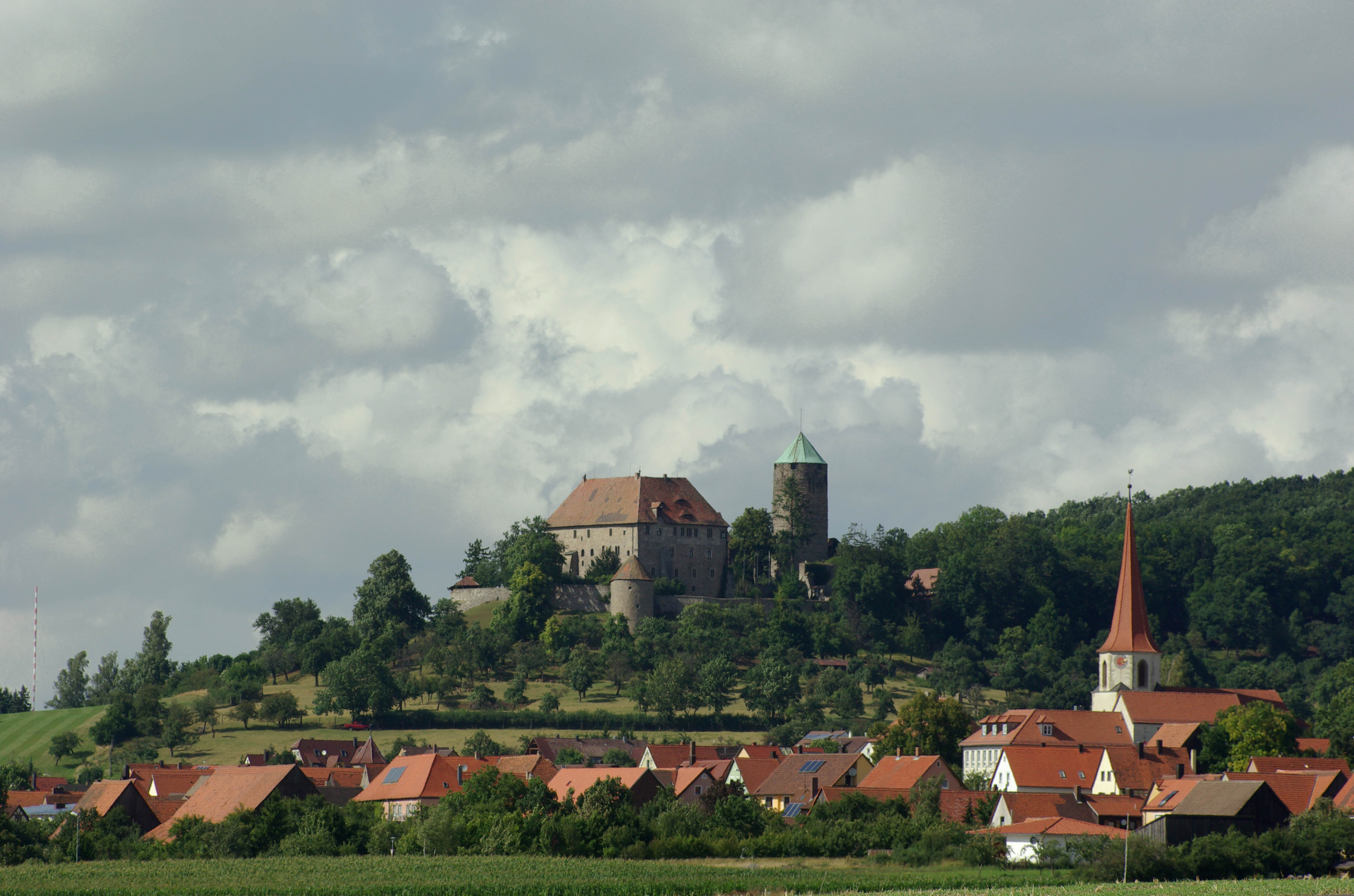
Ortsansicht mit Blick auf Burg und Kirche St. Ursula

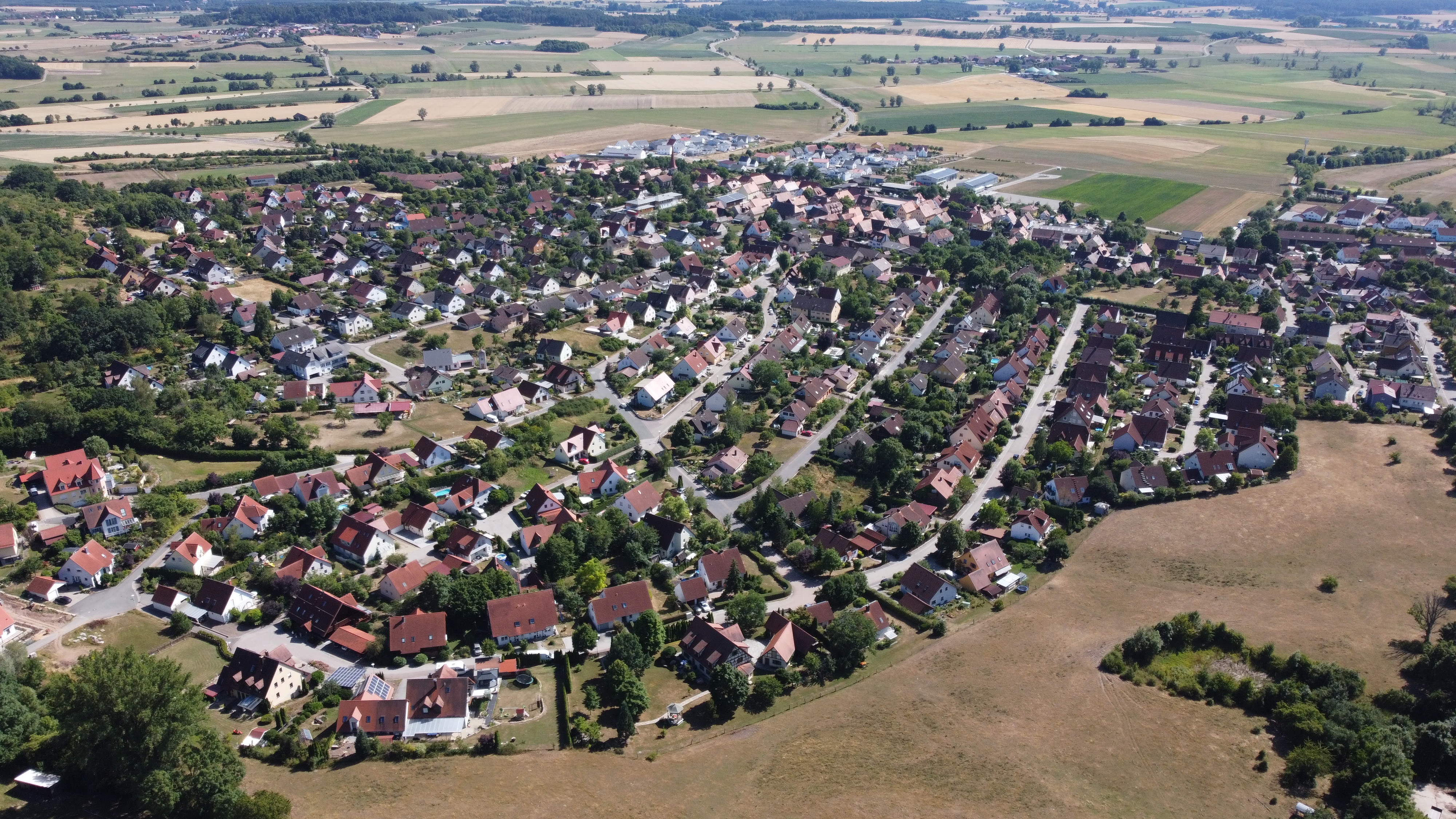
Luftbild von Colmberg (2022)

### Ortsname
Der Ort wurde 1269 als „Cholbenberc“ erstmals urkundlich erwähnt. Wesentlich älter ist die gleichnamige Burg, deren Name sich von einem Flurnamen ableitet, der einen Berg bezeichnete, der am Fuße mit Rohrkolben bewachsen war.

### Bis zur Gemeindegründung
Um 770 wurde eine hölzerne Befestigung auf dem Kolbenberg angelegt. Die Befestigung wurde 939 mit dem Herzogtum Franken Reichslehen. Kaiser Otto III. schenkte 1000 den Wildbann um Colmberg dem Bistum Würzburg. 1128 wurde Colmberg Lehen der Grafen von Hohenlohe. Im Zeitraum von 1150 bis 1240 wurde unter den deutschen Kaisern und ihren Vögten die alte Befestigung zur Reichsburg Colmberg ausgebaut. Im Jahre 1254 riss Graf Friedrich von Truhendingen das Reichslehen Colmberg nach Aussterben der Staufenkaiser an sich. Die Grafen Friedrich VIII. und Konrad von Truhendingen verkauften Colmberg für 6200 Pfund Haller Pfennige an Burggraf Friedrich IV. von Nürnberg. Um 1320 war Colmberg Sitz eines burggräflichen (später markgräflichen) Oberamtes mit Vogt und Kastner. 1361 wurde erstmals die Siedlung „Altenstatt“ bei Colmberg erwähnt. Die Pfarrkirche St. Ursula wurde 1375 erstmals erwähnt. Neben der Pfarrkirche gab es die Kapelle der Burg Colmberg, wie ein Taufstein des späten 13. Jahrhunderts ausweist; 1451 ließ Markgraf Albrecht Achilles die Burgkapelle im ersten Stock des Kemenatenbaues neu errichten und setzte einen Kaplan ein, dem zwei Drittel des Colmberger Zehents zustanden.
Burggraf Friedrich VI. wohnte 1408 auf Burg Colmberg, um Geld zu sparen und wurde 1415 Markgraf von Brandenburg. Um 1500 wurde Colmberg Sitz einer markgräflichen Wildmeisterei. Der Ort fiel in dieser Zeit zweimal einer Brandschatzung zum Opfer: 1449 geschah dies durch die Rothenburger, 1525 durch den Bauernhaufen des „Roten Konrad“.
Durch die Einführung der Reformation im Fürstentum Ansbach im Jahr 1528 wurde auch Colmberg evangelisch.
Im 16-Punkte-Bericht des brandenburg-ansbachischen Oberamts Colmberg aus dem Jahr 1608 wurden für Colmberg 51 Mannschaften verzeichnet. 50 Anwesen hatten das Kastenamt Colmberg und 1 Anwesen das Rittergut Rammersdorf der Herren von Eyb als Grundherrn. Das Hochgericht übte das Vogtamt Colmberg aus.
Im Dreißigjährigen Krieg im Jahr 1631 brandschatzten kaiserlichen Truppen unter dem Feldherrn Tilly den Ort. Nach dem Krieg trugen rund 100 Zuwanderer aus Ober- und Niederösterreich zum erneuten Aufstieg des Ortes bei, nachdem sie ihre Heimat als Glaubensflüchtlinge hatten verlassen müssen.
Im 16-Punkte-Bericht des Oberamts Colmberg aus dem Jahr 1681 wurden für Colmberg 56 Mannschaften verzeichnet. 55 Anwesen unterstanden dem Kastenamt Colmberg und 1 Anwesen dem Eyb’schen Rittergut Wiedersbach. Außerdem gab es ein Pfarrhaus, ein Schulhaus und zwei Hirtenhäuser.
Gegen Ende des 18. Jahrhunderts stieg die Zahl der Anwesen auf 70 an, wobei die neu entstandenen Anwesen alle colmbergisch waren. Dem Kastenamt Colmberg unmittelbar unterstellt waren 46 Söldengütlein, 1 Söldengut mit Badstube, 4 Söldengütlein mit Backrecht, 1 Söldengut mit Wirtschaft, 1 Mühle mit Söldengut, 3 Tafernwirtschaften, 1 Wirtshaus dem Kastenamt Colmberg, 1 Schmiede-Söldengütlein, 4 Leerhäuser. Daneben verwaltete dieses die Abgaben der Pfarrpfründe Colmberg (1 Köblergut, 1 Söldengütlein) und der Gemeinde Colmberg (4 Leerhäuser). 1 Söldengütlein unterstand nach wie vor dem Rittergut Wiedersbach. Neben diesen Anwesen gab es herrschaftliche (Schloss, Revierförsterhaus), kirchliche (Pfarrhaus, Pfarrkirche) und kommunale Gebäude (Schulhaus, Hirtenhaus, Brechhaus, Feuerlöschhaus, Schafscheuer).
Der Markt Colmberg als Teil des Fürstentums Ansbach stand ab 1791 unter preußischer Verwaltung und war von 1797 bis 1808 Sitz eines Kammeramtes des Ansbacher Kreises.

### 19. und 20. Jahrhundert

Postkarte von Colmberg (ca. 1914)

Ortsansicht von Colmberg (2019)

Mit der Rheinbundakte 1806 kam der Ort zum Königreich Bayern.
Im Rahmen des Gemeindeedikts wurde 1808 der Steuerdistrikt Colmberg gebildet, zu dem Häslabronn, Kurzendorf, Oberfelden und Unterfelden gehörten. Die Ruralgemeinde Colmberg entstand 1810 und war deckungsgleich mit dem Steuerdistrikt. Sie war in Verwaltung und Gerichtsbarkeit dem Landgericht Leutershausen zugeordnet und in der Finanzverwaltung dem Rentamt Colmberg. Mit dem Zweiten Gemeindeedikt (1818) wurden zwei Ruralgemeinden gebildet:
- Ruralgemeinde Colmberg mit Häslabronn und Kurzendorf und
- Ruralgemeinde Oberfelden mit Unterfelden.

In der freiwilligen Gerichtsbarkeit unterstand ein Anwesen in Colmberg von 1820 bis 1842 dem Patrimonialgericht Wiedersbach-Rammersdorf. Ab 1862 gehörte Colmberg zum Bezirksamt Ansbach (1939 in Landkreis Ansbach umbenannt). Die Gerichtsbarkeit blieb beim Landgericht Leutershausen, seit 1880 ist das Amtsgericht Ansbach zuständig. Die Finanzverwaltung ging 1880 an das Rentamt Ansbach über (1919 in Finanzamt Ansbach umbenannt).
Die Burg wurde 1880 nach der Auflösung des Rentamtes Privatbesitz.
Dem Colmberger Gemeindeteil Häslabronn wurde 1992 die Europa-Nostra-Medaille verliehen.

### Eingemeindungen
Im Zuge der Gebietsreform in Bayern schlossen sich 1972 die Gemeinden Auerbach (teilweise) und Bieg (teilweise) und die Gemeinde Oberfelden dem Markt Colmberg an. Die Gemeinden Binzwangen und Poppenbach folgten am 1. Mai 1978.
| Gemeinde   | Einwohner (1970) | Eingemeindungs- datum | Bemerkungen                                                                                    |
| ---------- | ---------------- | --------------------- | ---------------------------------------------------------------------------------------------- |
| Auerbach   | 328              | 1. Januar 1972        | Eingliederung von 164 der 328 Einwohner, Umgliederung der anderen Einwohner nach Leutershausen |
| Bieg       | 161              | 1. Juli 1972          | Eingliederung von 51 der 161 Einwohner, Umgliederung der anderen Einwohner nach Leutershausen  |
| Binzwangen | 290              | 1. Mai 1978           |                                                                                                |
| Oberfelden | 118              | 1. Juli 1972          |                                                                                                |
| Poppenbach | 71               | 1. Mai 1978           |                                                                                                |

### Einwohnerentwicklung
Im Zeitraum 1988 bis 2018 stieg die Einwohnerzahl von 1667 auf 2036 um 369 Einwohner bzw. um 22,1 %.
Gemeinde Colmberg
| Jahr      | 1818   | 1840   | 1852   | 1861   | 1871   | 1875   | 1880   | 1885  | 1890   | 1895   | 1900   | 1905   | 1910   | 1919   | 1925  | 1933   | 1939   | 1946   | 1950   | 1961   | 1970   | 1979 | 1987   | 1995 | 2005 | 2015   |
| Einwohner | 563    | 660    | 699    | 760    | 737    | 705    | 760    | 736   | 701    | 684    | 586    | 588    | 600    | 615    | 587   | 576    | 575    | 835    | 835    | 706    | 732    | 1413 | 1683   | 2048 | 2172 | 1977   |
| Häuser    | 133    | 113    |        |        | 134    |        |        | 130   | 125    |        | 128    |        |        |        | 139   |        |        |        | 135    | 145    |        |      | 442    |      |      | 593    |
| Quelle    | [ 24 ] | [ 25 ] | [ 26 ] | [ 27 ] | [ 28 ] | [ 29 ] | [ 30 ] | [ 7 ] | [ 31 ] | [ 26 ] | [ 32 ] | [ 26 ] | [ 33 ] | [ 26 ] | [ 6 ] | [ 26 ] | [ 26 ] | [ 26 ] | [ 34 ] | [ 35 ] | [ 36 ] |      | [ 37 ] |      |      | [ 38 ] |

Ort Colmberg
| Jahr      | 001818 | 001840 | 001861 | 001871 | 001885 | 001900 | 001925 | 001950 | 001961 | 001970 | 001987 | 002007 | 002021 |
| Einwohner | 480    | 557    | 661    | 639    | 644    | 506    | 505    | 753    | 649    | 674    | 882    | 1347   | 1472   |
| Häuser    | 116    | 94     |        |        | 115    | 111    | 124    | 123    | 133    |        | 255    |        |        |
| Quelle    | [ 24 ] | [ 25 ] | [ 27 ] | [ 28 ] | [ 7 ]  | [ 32 ] | [ 6 ]  | [ 34 ] | [ 35 ] | [ 36 ] | [ 37 ] | [ 39 ] | [ 40 ] |

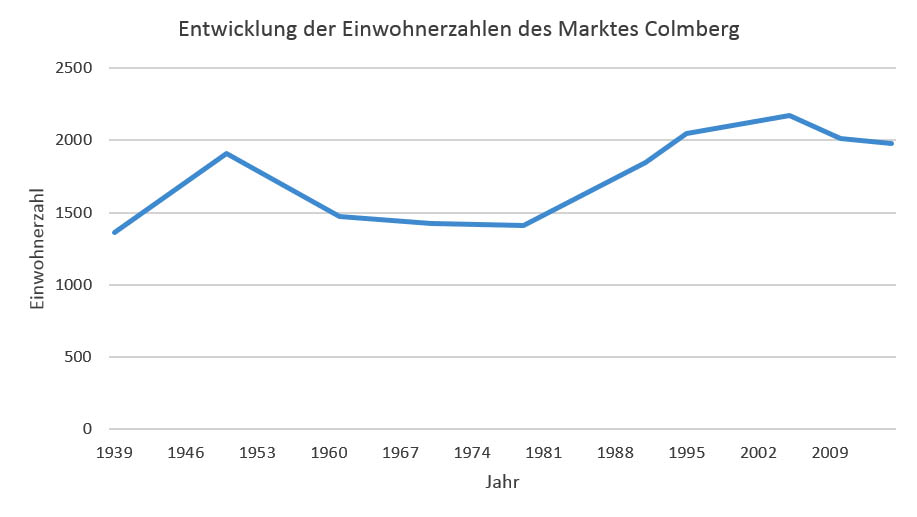
Einwohnerentwicklung der Marktgemeinde Colmberg (1939–2015)
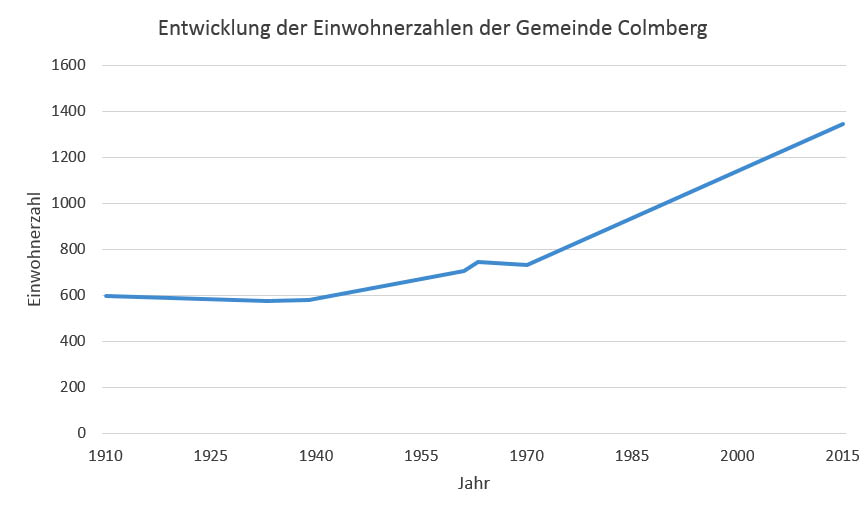
Einwohnerentwicklung von Colmberg ohne Gemeindeteile (1910–2015)

## Religion

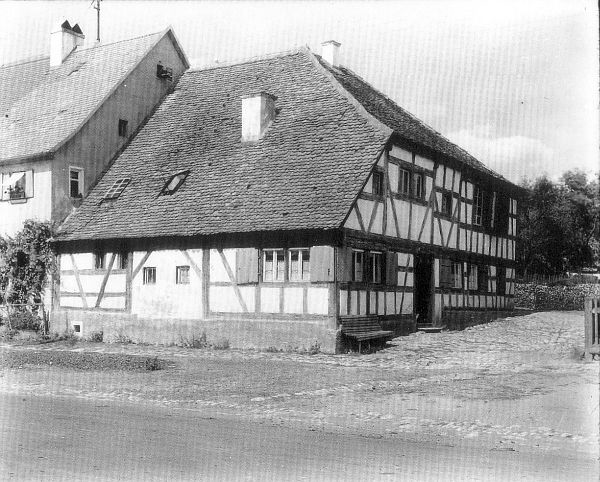
Colmberger Synagoge, Ansicht von Südosten (1929)

Der Ort ist seit der Reformation überwiegend protestantisch. Die jüdischen Untertansfamilien hatten seit 1734 eine Synagoge. Im 19. Jahrhundert waren 87 % lutherisch, 2 % katholisch und 10 % jüdisch. Im Zweiten Weltkrieg wurde die Synagoge abgerissen. Nach dem Zweiten Weltkrieg machten die Katholiken durch den Zuzug von Heimatvertriebenen aus Schlesien und dem Sudetenland 23 % der Bevölkerung aus.

## Politik

### Marktgemeinderat
Der Marktgemeinderat hat 15 Mitglieder einschließlich des hauptamtlichen Ersten Bürgermeisters:
|      | CSU / Freie Wählerschaft | SPD / Unabhängige Bürger | Bunte Liste | Gesamt   |
| 2002 | 13                       | 2                        | -           | 15 Sitze |
| 2008 | 12                       | 3                        | -           | 15 Sitze |
| 2014 | 11                       | 4                        | -           | 15 Sitze |
| 2020 | 10                       | 3                        | 2           | 15 Sitze |

(Stand: Kommunalwahl am 15. März 2020)

### Bürgermeister
Gerhard Wachmeier wurde auf Wahlvorschlag der CSU/Freien Wählergemeinschaft Colmberg und Umgebung hin am 2. Februar 2025 mit 96,3 % der Stimmen zum Ersten Bürgermeister der Marktgemeinde Colmberg gewählt. Vorgänger war Wilhelm Kieslinger (CSU/FWC).

### Wappen und Flagge
Wappen
| Wappen von Colmberg | Blasonierung: „In Gold drei aus der Mitte eines grünen Dreibergs wachsende braune Rohrkolben mit beblätterten grünen Stängeln, deren seitliche nach außen geneigt sind.“ |
| Wappen von Colmberg | Wappenbegründung: Das Gericht Colmberg führte bereits im 17. Jahrhundert ein Siegel. Die Marktgemeinde hat für ihr Wappen das Siegelbild übernommen. Die Rohrkolben auf dem Dreiberg stehen redend für den Ortsnamen. Seit 1718 sind die Farben überliefert. Colmberg führt das Wappen seit 1965. |

Flagge
Die Gemeindeflagge ist schwarz-gelb-grün.

### Gemeindepartnerschaften
- Seit 1992 existiert eine Gemeindepartnerschaft mit der Gemeinde Wartenburg in Sachsen-Anhalt.[47]
- Seit 2013 besteht zudem eine Partnerschaft mit der französischen Gemeinde Aubazine in der Region Nouvelle-Aquitaine.[48]

## Kultur und Sehenswürdigkeiten

### Museen

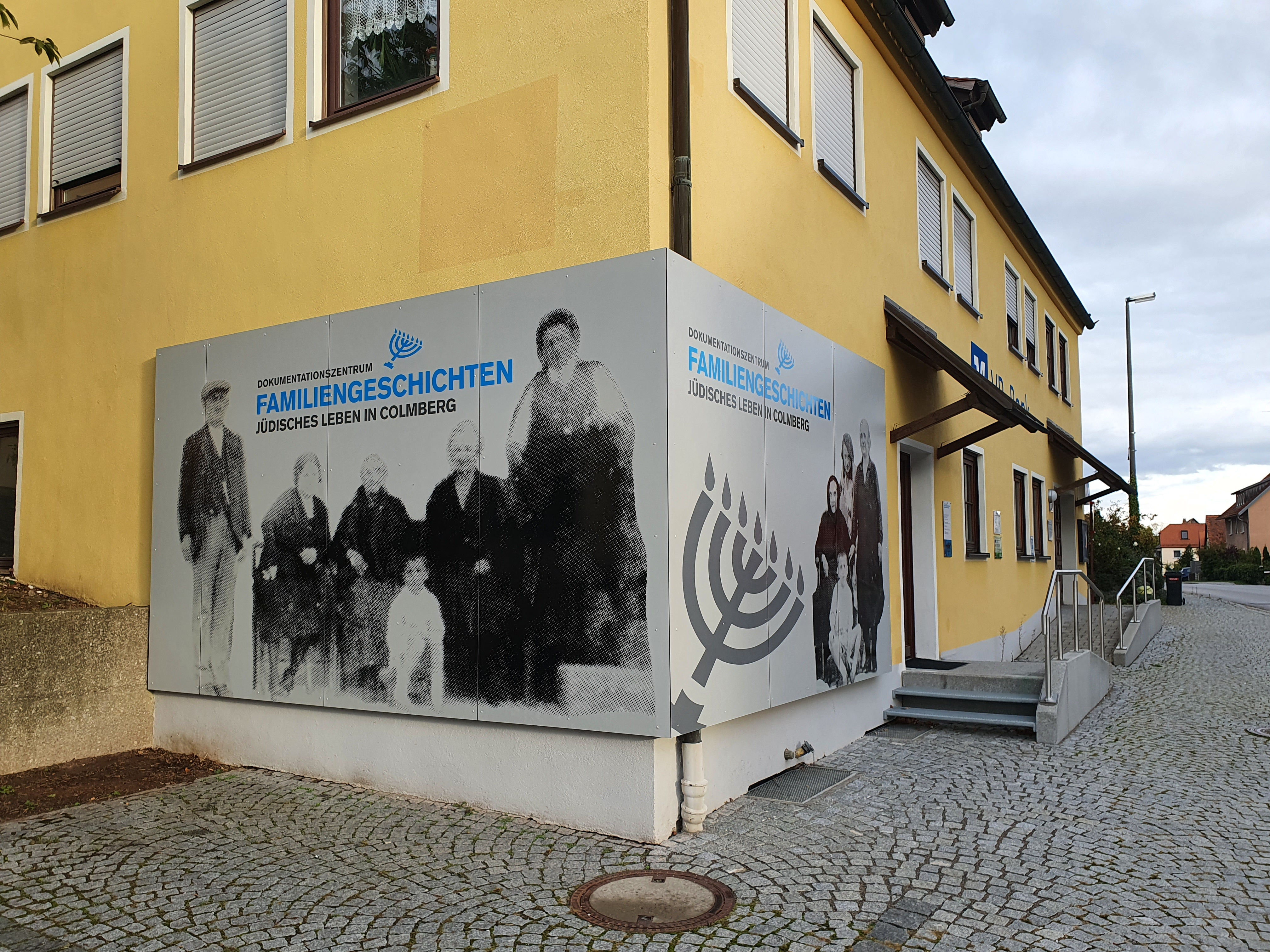
Dokumentationszentrum, Ansbacher Str. 6

- Dokumentationszentrum „Familiengeschichten – Jüdisches Leben in Colmberg“[49]

### Baudenkmäler

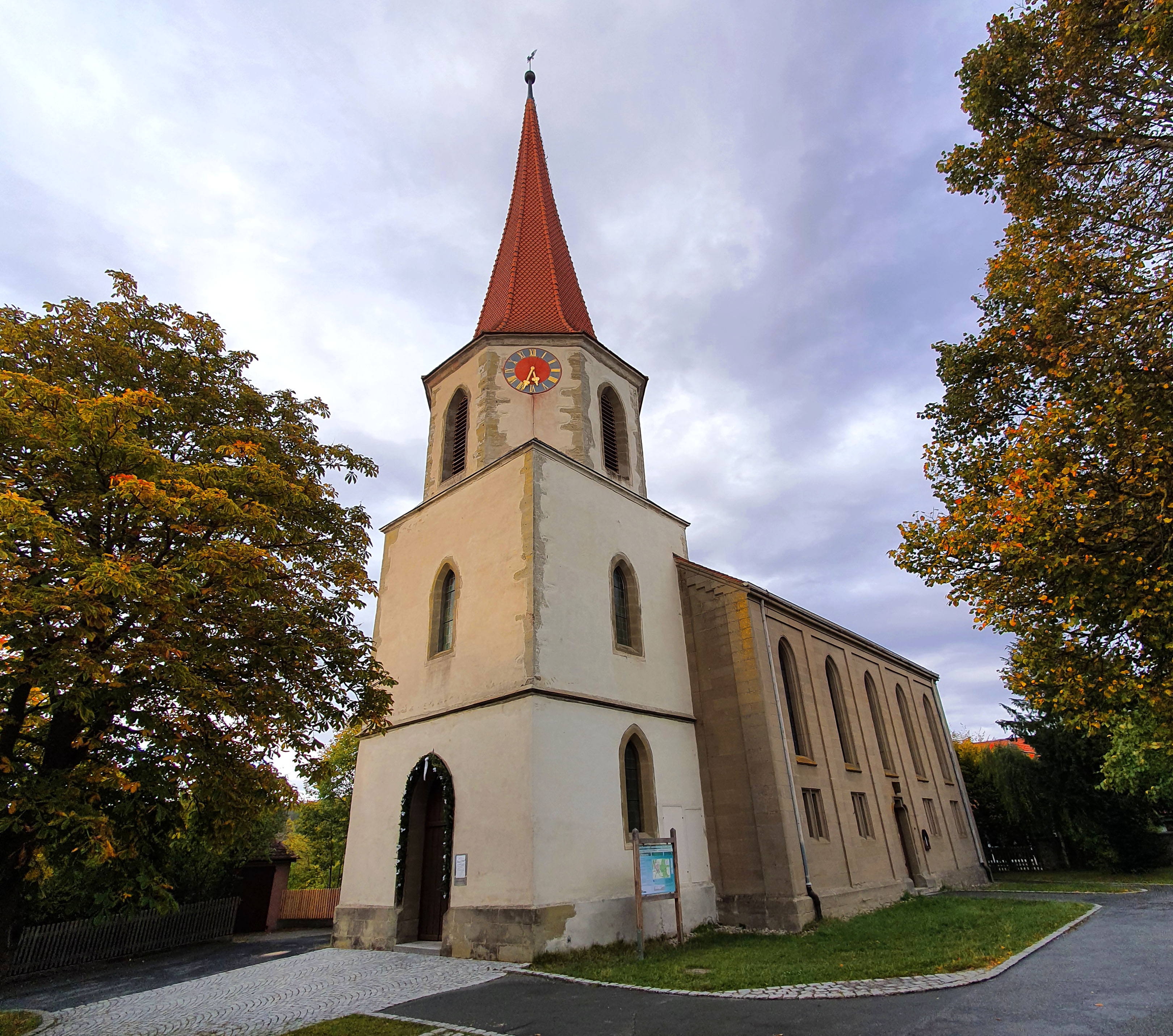
Kirche St. Ursula

Burg Colmberg

- Burg Colmberg
- St. Ursula-Kirche
- Barockkirche Binzwangen

### Sport
- Bogenschießen
- Naturfreibad
- Tennis
- Fußballverein
- 18-Loch Golfplatz[50]
- öffentlicher Sechs-Loch Golf-Kurzplatz

### Regelmäßige Veranstaltungen
- KulturGut Colmberg (veranstaltet vom Colmberger Förderverein)
- Dorffest Colmberg (jährlich, erstes Wochenende im August)
- Kirchweih Colmberg (jährlich, September)
- Colmberger Adventsmarkt (jährlich, erster Adventssonntag)

## Wirtschaft und Infrastruktur
Colmberg ist Mitglied im Tourismusverband Romantisches Franken.

## Verkehr
Die Autobahnen Bundesautobahn 6 und A 7 liegen jeweils ca. 14 km von Colmberg entfernt. Die Staatsstraße 2250 verläuft nach Geslau (6,7 km westlich) bzw. zur Bundesstraße 13 bei Lehrberg (6,5 km östlich). Die Staatsstraße 2245 führt nach Leutershausen (6 km südlich). Eine Gemeindeverbindungsstraße führt nördlich nach Berndorf (2,5 km nordöstlich).
Durch Colmberg verläuft der Fränkische Jakobsweg, die Magnificat-Route des Fränkischen Marienwegs und der Fernwanderweg Rangau-Randweg.

## Söhne und Töchter des Marktes
- Karl Amson Joel (1889–1982), deutscher Textilkaufmann und -fabrikant jüdischer Abstammung sowie der Großvater des Musikers Billy Joel.
- Ludwig Schöberlein (1813–1881), lutherischer Theologe, Universitätsprofessor und Abt des Klosters Bursfelde bei Hann. Münden.